# Ropicosybra schurmanni
Ropicosybra schurmanni är en skalbaggsart som beskrevs av Stefan von Breuning 1983. Ropicosybra schurmanni ingår i släktet Ropicosybra och familjen långhorningar. Inga underarter finns listade i Catalogue of Life.